# مقياس ألوان
مقياس الألوان (Colorimeter) هي أداة تستخدم لقياس الألوان قد تعبر عن عدة آلات:
ففي المجال العلمي يشير مصطلح مقياس الألوان إلى جهاز لقياس امتصاص محلول معين لطول موجي محدد. ويستخدم هذا الجهاز غالباً في معرفة تركيز مادة مذابة ما في محلول ما بتطبيق قانون بير لامبرت الذي ينص على أن تركيز مادة مذابة في محلول يتناسب مع الامتصاص.
اخترع هذه الآلة جان زكيسبانيك.

## التحكم في مقياس الألوان
يتكون جهاز مقياس الألوان من: (1) اختيار الطول الموجي, (2) زر الطابعة,(3) تعديل عامل التركيز أو الكثافة,(4) منتقي صيغة الأشعة فوق البنفسجية,(5) القراءة الرقمية,(6)مقصورة العينة ،(7) تحكم الصفر, تصفير,(8) تحويلة الحساسية.